# Farbrengen

Rabbi Schneerson al convegno Lag Ba'omer a Brooklyn, 1987.

Un Farbrengen (dallo Yiddish: פארברענגען, lett. "raduno gioioso") è un convegno chassidico. Tale termine è usato esclusivamente dai chassidim Chabad-Lubavitch, mentre altri ebrei chassidici organizzano le Tish. Può comprendere esegesi di materie generali della Torah, con enfasi sulla filosofia chassidica, narrazioni di storie chassidiche e vivaci melodie chassidiche, con la preparazione di rinfreschi. Viene considerato un evento di grande santità. I farbrengen sono occasioni pubbliche aperte anche ai non-chassidici.

## Occasioni delfarbrengen
I farbrengens sono di solito tenuti il Shabbat, lo Yom Tov, o un giorno di buon auspicio nel calendario chassidico, come un compleanno o lo Yom Hillula di uno dei Rebbe Chabad, o un giorno in cui in passato è stato rilasciato dalla prigionia uno dei Rebbe di Chabad. A causa dell'enfasi sull'ispirazione, l'esame interiore e la realizzazione di nuovi propositi,  - temi comuni ai farbrengens - i farbrengen sono spesso tenuti in preparazione ad eventi relativi a teshuva, come il giovedì (in preparazione per i Shabbat, le cui lettere ebraiche השבת possono essere riorganizzate a formare teshuvah, תשבה), il Rosh Chodesh (che ha qualità simili a Rosh haShanah e Yom Kippur), o giorni simili.
Secondo le istruzioni di Rabbi Menachem Mendel Schneerson, i Chasidim di solito tengono un farbrengen con i propri amici per il loro compleanno, e Rabbi Schneerson ha incoraggiato tutti gli ebrei a farlo. Un farbrengen si svolge anche in occasione del proprio fidanzamento e matrimonio. Quindi i farbrengens si svolgono molto spesso. L'obiettivo del farbrengen è di ispirare la persona a crescere nella propria spiritualità.

## Niggunim
Ai farbrengen è consuetudine cantare melodie chassidiche conosciute come niggunim (sing.niggun). La tradizione Chabad contiene molte centinaia di tali canti e melodie, sia lenti che spiritualmente dinamici, o veloci e vivaci. L'obiettivo del niggun è di ispirare e aprire i cuori dei partecipanti.

## AugurareL'chaim
Tutti i partecipanti si scambiano l'augurio Lechaim, una benedizione all vita. La ragione di L'Chaim è quella di aprire i cuori dei partecipanti ad essere ispirati al cambiamento e interiorizzare ciò che viene detto al farbrengen. Inoltre, poiché il farbrengen include spesso discussioni su questioni molto delicate, con critiche e sondaggi, viene consumato alcol al fine di ridurre la tensione tra i partecipanti. Tuttavia, si beve solo con parsimonia, siccome Rabbi Menachem Mendel Schneerson a suo tempo ha proibito di bere più di quattro bicchieri di alcol ("brindisi L'chaim") per chiunque sotto i 40 anni.

## Formati
Tutti i farbrengen includono canti e discorsi, con l'oratore che si interrompe ad intervalli per cantare.
In generale, ci sono tre formati possibili per un farbrengen:
1. Il Rebbe (nel recente passato Rabbi Menachem Mendel Schneerson al 770 Eastern Parkway di Brooklyn, New York) presiede, parlando in Yiddish, e conduce una melodia senza parole, poi risponde all'augurio L'chaim, un brindisi (con piccole coppe di vino kosher), offerto e scambiato con tutti i presenti. Scambia parole con ciascuno e passa tra i suoi chassidim.
2. Un Mashpia o altro leader comunitario conduce il farbrengen in un posto pubblico, come una sinagoga. Il ruolo dell'oratore è quello di educare e trasmettere ai partecipanti un messaggio chassidico istruttivo.
3. A gruppi, i chassidim si riuniscono per discutere di soggetti sacri e di rituali cultici, in maniera molto intima, seria, individualizzata, ma sempre informale. Non ci sono oratori ufficiali.

## Significato difarbrengen
L'Alter Rebbe riferì che una "nota era caduta dal cielo", contenente quanto segue: "Ciò che un farbrengen chassidico può ottenere, neanche l'arcangelo Michele lo può ottenere...", sebbene nella tradizione popolare diversi Chasidim attribuiscano il detto a Rav Hillel Paritcher. Questo potere deriva dal fatto che, quando Dio, considerato come nostro Padre, vede i suoi figli seduti insieme in unità e amore, Egli poi desidera soddisfare tutte le loro richieste, anche quelle di cui loro non sarebbero normalmente degni, tramite Michele, l'angelo difensore del popolo ebraico. Infatti, la tradizione chassidica include molte storie di persone che sono state salvate prendendo parte ad un farbrengen e di esserene in tal modo benedette.
Farbrengen letteralmente significa "radunarsi". Si chiama così per ingannare l'Inclinazione al Male, facendo credere che questa adunata sia come tante altre, e quindi non tenti i partecipanti ad ignorare l'ispirazione benefica che ne deriva.
C'è un detto chassidico Chabad che afferma "quando due si ritrovano insieme per parlare delle proprie manchevolezze spirituali, sono due anime divine contro un'anima animale". Il ragionamento è, le anime divine sono altruiste e sono più che felici di unirsi e aiutarsi a vicenda per superare le proprie machevolezze spirituale. Tuttavia, l'anima animale è per sua natura egoista e quindi non si unisce alle altre due. Così, in un farbrengen, quando i Chassidim si riuniscono per ispirare l'un l'altro, hanno l'aiuto delle rispettive anime divine, molto superiori in numero delle anime animali.